# 伯爾奧克 (印地安納州馬歇爾縣)
伯爾奧克（英語：Burr Oak）是位於美國印地安納州馬歇爾縣的一個非建制地區。該地的面積和人口皆未知。